# Umweltfaktor
Ein Umweltfaktor, ökologischer Faktor beziehungsweise Ökofaktor ist eine Größe, die auf die Lebensbedingungen eines Organismus Einfluss hat. Die Wirkung kann entweder fördernd oder schädigend sein.
Man unterscheidet:
- biotische Faktoren (z. B. Konkurrenten, Fressfeinde) und
- abiotische Faktoren (z. B. Temperatur, Feuchtigkeit).

Eine Art besitzt gegenüber der Variabilität eines Umweltfaktors eine bestimmte Toleranzbreite, diese kennzeichnet ihre ökologische Potenz. Wenn möglich, wird ein Individuum der Art immer versuchen, sich im sogenannten Präferenzbereich, d. h. möglichst nahe am jeweiligen Optimum, aufzuhalten, was jedoch häufig durch interspezifische Konkurrenten verhindert wird.
Als limitierender Faktor wird der Umweltfaktor bezeichnet, der am weitesten von seinem Optimum entfernt ist und biologische Reaktionen wie Wachstumsrate oder Biomasseproduktion bestimmt. Im Zusammenhang mit Pflanzen heißt der Faktor auch Minimumfaktor (siehe Liebigsches Minimumgesetz).